# Koivusaari (ö i Finland, Lappland, Östra Lappland, lat 66,94, long 27,52)
Koivusaari är en ö i Finland. Den ligger i vattendraget Kitinen och i kommunen Kemijärvi i den ekonomiska regionen  Östra Lapplands ekonomiska region  och landskapet Lappland, i den norra delen av landet, 800 km norr om huvudstaden Helsingfors. Öns area är 1,4 hektar och dess största längd är 340 meter i nord-sydlig riktning.